# 現象學模型
現象學模型是一種與現有科學理論一致且能夠描述各種現象之經驗關係，卻又無法直接從相關理論推得的科學模型。也就是說，現象學模型並不能直接由第一原理所推得。現象學模型並不能解釋諸多物理量之間的互動關係，而僅僅只能用以描述——那些實驗數據所無法解釋的——關係本身。迴歸分析通常被用以建立作為現象學模型的概率模型。

## 範例
雖然許多無法直接從理論推得的現象學模型都能夠搭配現有科學理論以解釋現象，但現象學模型通常仍被視為獨立於科學定律的模型。例如，原子核的液滴模型將原子核視為一種液滴，並將其賦予諸多來自其他科學理論的性質（如流體力學中的表面張力，以及電動力學中的電荷等性質）。接著，這些現象學模型的特定面向（通常不是整個理論）再用以決定原子核的各種靜態與動態特性。